# Peter Paul Felner
Peter Paul Felner, né le 22 décembre 1884 à Budapest (Autriche-Hongrie) et mort le 1er octobre 1927  à Berlin (République de Weimar), est un réalisateur, scénariste et producteur autrichien.

## Filmographie partielle
- 1920 : Marquis Fun
- 1920 : Golgatha
- 1923 : Le Marchand de Venise (Der Kaufmann von Venedig)
- 1926 : Mentir (Die Welt will belogen sein)
- 1927 : L'Île de la passion (Das Meer)